# Death-Rock
Death-Rock, auch Death-Punk genannt, bezeichnet eine in den späten 1970ern in den Vereinigten Staaten entstandene Musikbewegung im Post-Punk-Umfeld.

## Geschichte

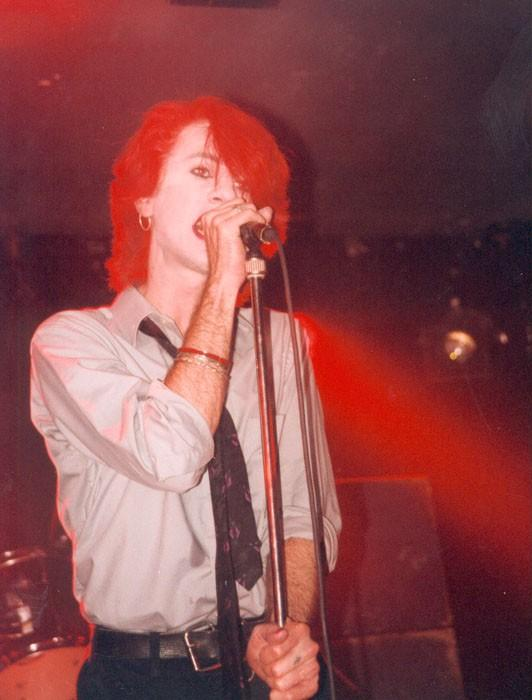
Rozz Williams

### Entstehung
Death-Rock entwickelte sich in den späten 1970er und frühen 1980er Jahren im musikalischen Untergrund von Los Angeles und Washington, D.C. im Kontext des Hardcore Punk als Weiterentwicklung des Punk Rock. So entwickelte sich das Genre im amerikanischen Post-Punk parallel zum britischen Gothic Rock. Derweil nährte sich der amerikanische Death-Rock auch aus Hard- und Shock-Rock, welcher im britischen Gothic Rock weniger in Erscheinung trat. Während Hardcore Punk in den Anfängen eine härter gespielte Variante des Punk darstelle und noch Bestandteil der Punkszene war, spielten in den Anfängen des Death-Rock psychedelische und surreale Aspekte eine wichtige Rolle, was im starken Kontrast zum Hardcore Punk stand. Dennoch wurden die musikalischen Strömungen lange als eine gemeinsame Punk-Szene betrachtet. Monica Richards von Faith and the Muse erläuterte, dass es in der Frühphase des Death-Rock „keine verschiedenen Bezeichnungen für verschiedene Looks“ gab und das gesamte ästhetische und kulturelle Spektrum als Punk wahrgenommen wurde.

„Da gab es Kids mit zerrissenen Jeans und Springerstiefeln, andere kleideten sich wie Nosferatu, einige trugen S/M-Klamotten[…] andere T-Shirts mit Sicherheitsnadeln. […] Erst gegen 1984 begannen sich verschiedene Looks mit verschiedenen Bezeichnungen herauszubilden.“

Die Verbundenheit der amerikanischen Post-Punk-Szene führte auch zu gemeinsamen Veröffentlichungen wie dem Sampler Hell Comes to your House Vol.1, auf welchem neben den Death-Rock-Protagonisten Super Heroines, 45 Grave und Christian Death auch Social Distortion, Rhino 39 und The Conservatives vertreten waren. Ähnlich dem britischen Gothic Rock kristallisierten sich auch aus dem amerikanischen Post-Punk allmählich Bands mit einer gemeinsamen, psychedelisch geprägten und düsteren Attitüde heraus.

“The Deathrockers were splintered off from the punk/hardcore scene that was going on at the time. We played punk rock but we loved Halloween and we looked like vampires. So the phrase, Death rock was born. We had a deeper appreciation of the darker side of slice o’ life. It was our way of giving back to something we enjoyed.”

„Die Deathrocker spalteten sich von der Punk/Hardcoreszene ab, die damals existierte. Wir spielten Punk Rock, aber wir liebten Halloween und sahen wie Vampire aus. Damit war die Bezeichnung Death-Rock geboren. Wir hatten ein tieferes Verständnis für die dunkle Seite des Lebens. Es war unsere Art etwas von dem zurückzugeben, was uns gefiel.“

Ein wesentlicher Vorreiter für den sich verselbstständigenden Death-Rock waren neben Iggy Pop und David Bowie die Band The Cramps und David Letts, welcher als Dave Vanian mit der britischen Punk-Band The Damned 1977 in Los Angeles auftrat und die Ästhetik der aufkeimenden Szene mit seinem Vampir-Outfit und der Friedhofsästhetik der Band beeinflusste. Dinah Cancer von 45 Grave verwies auf Interpreten wie Alice Cooper, Ozzy, Joan Jett, The Runaways, die Ramones und The Damned als Inspiration. Rozz Williams von Christian Death strebte an mit The Cramps und Alice Cooper in Relation gestellt zu werden.
Während an der Ost-Küste in New York die frühen Misfits als Vorläufer gelten, kämpften sich im Westen Bands wie Christian Death, 45 Grave, die frühen T.S.O.L., Theatre of Ice, Kommunity FK, Super Heroines oder Voodoo Church durch die Clubs von Los Angeles, wo die lokale Presse zum ersten Mal die Bezeichnung Death-Rock für die dort in Horrorästhetik auftretenden Bands nutzte.

### Weiterentwicklung, Abspaltung und Niedergang

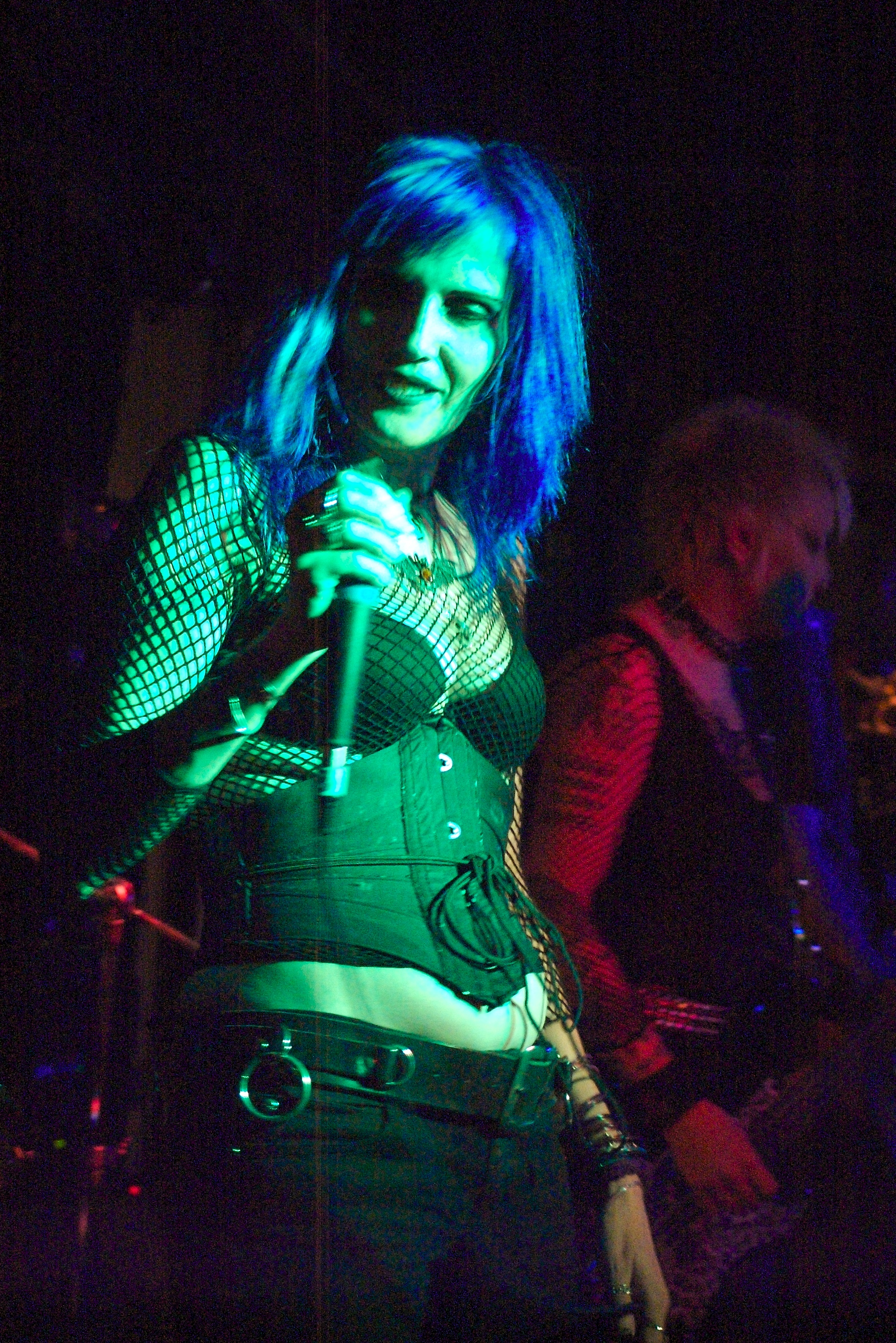
Dinah Cancer von 45 Grave bei einem Auftritt 2007.

Anfang der 1980er Jahre entwickelten sich zwei wesentliche Strömungen im Death-Rock. Während der Horrorpunk der frühen Vertreter 45 Grave und the Misfits als eine selbstironisch inszenierte Punk-Variante mit Elementen aus Surf-Rock und Rockabilly begann, spielten Bands wie Christian Death und Kommunity FK eine dem britischen Gothic Punk ähnliche Mixtur aus tiefem schwerem Bass, tribalartigem Schlagzeug sowie kratzend- und quietschend-polternder Gitarre, mit Einflüssen aus Hard Rock und Schock-Rock. Insbesondere die ersten Veröffentlichungen von Christian Death veränderten den im Punk verankerten Klang des Death-Rock nachhaltig und prägten somit ein Gegenstück zum britischen Gothic Rock.

“The sound of Christian Death was about to change and become more affected and various remaining in the death rock, which is in fact the American gothic rock, quite different from the UK gothic scene of the 80s, fields that Rozz Williams with Christian Death formed with "Deathwish" (1981) and "Only Theatre Of Pain" (1982).”

„Der Klang von Christian Death beeinflusste und veränderte nachhaltig den Death-Rock, welcher faktisch der sich von der britischen Gothic Rock Szene der 80er unterscheidende amerikanische Gothic Rock ist, ein Stil, den Rozz Williams mit Christian Death mit ‚Deathwish‘ (1981) und ‚Only Theatre Of Pain‘ (1982) begründet hatte.“

Only Theatre of Pain wurde für den Death-Rock ein maßgebendes Werk, das in seiner Wirkung auf den Death-Rock mit dem Debütalbum der Ramones für den Punk verglichen wurde. Während sich ein Teil der (später auch als „American Gothic“ bezeichneten) Bands fortan als Äquivalent zum britischen Gothic Punk und zum Teil des Gothic Rock erwies, legten andere Gruppen, die weiterhin im Punk verankert waren, den Grundstein für das, was unter der Titulierung Horrorpunk geläufig wurde. Insbesondere Interpreten wie 45 Grave und the Misfits blieben im Punk verhaftet und inszenierten sich in zum Teil Comic-artiger Halloween- und Schwarz-weiß-Horrorfilmästhetik.
Mit der steigenden Popularität und der Trennung der Begrifflichkeiten änderte sich die Wahrnehmung hinsichtlich des Begriffes Death-Rock, wodurch zunehmend nur solche Bands als Death-Rock wahrgenommen wurden, welche dem britischen Gothic Rock und der dazugehörigen Szene artverwandt auftraten und spielten. Derweil empfanden die Protagonisten des Death-Rock die Zuordnung zum Gothic Rock als einengend und unbefriedigend.

“So death rock as we saw it, was taking the visual and lyrical aspect of the Cramps, and attaching it to rock’n’roll. Only People started calling it gothic rock instead, and it ended up going to a very different place we had intended.”

„Also Death-Rock, wie wir ihn verstanden, nahm die visuellen und lyrischen Aspekte von The Cramps und hefteten sie an Rock ’n’ Roll. Nur dass Leute anfingen es Gothic Rock zu nennen, und es endete damit, dass es in eine völlig andere Richtung lief, als wir eigentlich beabsichtigt hatten.“

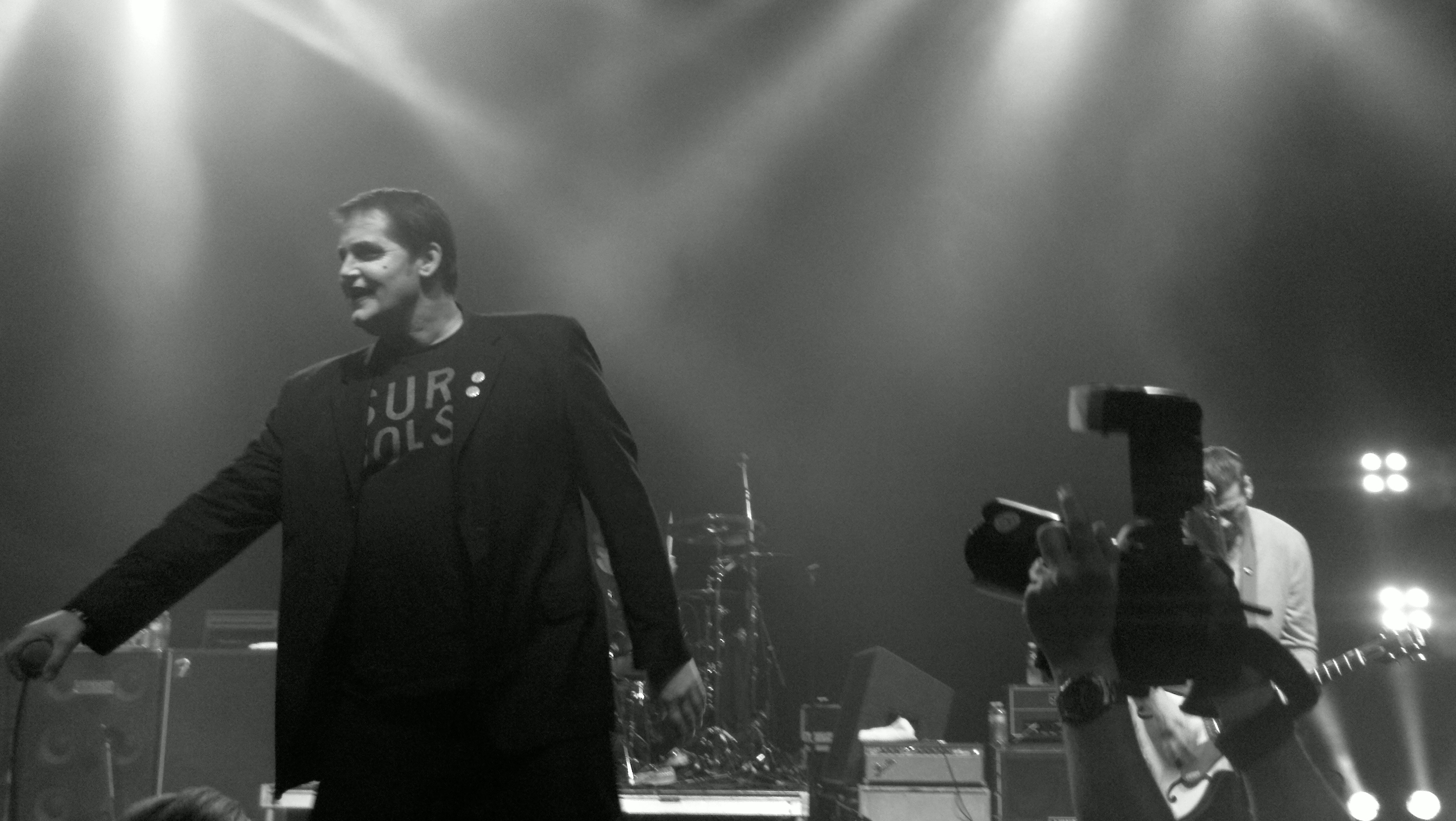
Der stark geschminkte Jack Grisham Live mit T.S.O.L.

Bis zur Mitte der 1980er Jahre hatte sich die Death-Rock-Szene von Los Angeles zerschlagen. 1983 löste Chris Desjardins The Flesh Eaters auf. 45 Grave lösten sich 1984 nach der Scheidung von Sängerin Dinah Cancer und Gitarrist Paul Cuttler vorerst auf. Rozz Williams löste Christian Death 1982 auf und reformierte die Band 1983 in veränderter Besetzung, verließ aber kurz darauf Los Angeles und orientierte sich mit Christian Death stärker in Richtung Gothic Rock. T.S.O.L. orientierten sich mit Revenge 1986 mehr am Hard Rock. Patrick Mata von Kommunity FK pendelte derweil die zweite Hälfte der 1980er Jahre zwischen der britischen und amerikanischen Szene, gestaltete verschiedene Projekte, von denen lediglich Stavio Luvbox zwei Alben fern vom Death-Rock veröffentlichte, und trat jenseits einiger Auftritte über Jahre nicht mit Kommunity FK in Erscheinung. Auch weitere Interpreten des Death-Rock orientierten sich um oder verschwanden von der Bildfläche, so dass um 1984 die erste Hochphase des Stils zum Erliegen kam.
In der Mitte der 1980er Jahre verlor der Begriff Death-Rock an Einfluss und wurde zunehmend mit dem Terminus Gothic Rock gleichgesetzt. Insbesondere die Popularität einzelner Vertreter des Gothic Rock wurden als Ursprung dieses Wandels ausgemacht.

“I don’t know how things went from death rock to Goth, but I think the Sisters had something to do with it.”

„Ich weiß nicht, wie die Sache vom Deathrock zum Goth wurde, aber ich glaube die Sisters hatten etwas damit zu tun.“

Einige Jahre nach der Auflösung der Kernszene im Gothic Rock etablierte sich der Begriff Death-Rock als Stilbezeichnung für einen „makaberen oder düsteren Rock ’n’ Roll mit treibenden, harten Gitarren und Haupteinflüssen des 1977er Punk Rock oder 1982er Hardcore Punk.“
Im Nachgang führte auch das Aufeinandertreffen des Gothic Rock und Death-Rock zu einer Neuordnung und Vermischung beider Szenen und auch in Amerika zu einer Welle neuer Bands, welche sowohl auf den Death-Rock als auch auf den Gothic Rock als Einfluss zurückgriffen. Eine Entwicklung, die mitunter als American Gothic bezeichnet wurde.

### Revival
Im neuen Jahrtausend kam es zuerst in den USA, durch Bands wie The Deep Eynde, Cinema Strange, Scarlet’s Remains, Subtonix oder Tragic Black, zu einem deutlich gothic-punk-orientierten Death-Rock-Revival, dessen Auswirkungen sich auch auf Europa (insbesondere Großbritannien und Deutschland) ausweiteten. Dieses Revival wird, aufgrund seiner stilistischen und optischen Anlehnung an den Stil des Batcave-Club im London der 1980er, häufig als „Batcave-Revival“ bezeichnet. In Deutschland drückten besonders Bands wie Murder at the Registry und Bloody Dead and Sexy der Wiederauferstehung der Bewegung ihren Stempel auf. Bis heute wird das Revival von immer neu aufkeimenden Bands oder Formationen wie u. a. Christ Vs. Warhol (Dissent, 2011), Novocaine Mausoleum (Novocaine Mausoleum, 2006) Fangs on Fur, Dystopian Society (Violations, 2013) und Readership Hostile aufrechterhalten.